# Jakowlew Jak-19
Jakowlew Jak-19 (russisch Яковлев Як-19, NATO-Codename Type 7) ist die Bezeichnung für ein Ende der 1940er Jahre entwickeltes Jagdflugzeug. Sie war Jakowlews erste Ganzmetallkonstruktion und wurde in zwei Exemplaren gebaut.

## Entwicklung
Während die beiden Vorgängermodelle Jak-15 und Jak-17 sich noch an dem Kolbenmotor-Jäger Jak-3 orientiert hatten, war die Jak-19 völlig neu konstruiert. Die Arbeiten begannen auf einen Beschluss des Rats der Volkskommissare vom 29. April 1946 für die Entwicklung eines Flugzeugs für das TR-1-Triebwerk.
Nach der Erstellung einer hölzernen 1:1-Attrappe begann am 1. August 1946 der Bau des ersten Prototyps Jak-19-I. Als Antrieb verwendete man, da das TR-1 nicht wie geplant verfügbar war, das Ende 1946 im Zentralinstitut für Flugmotoren (ZIAM) entwickelte RD-10F, das erste sowjetische Strahltriebwerk mit Nachbrenner. Bereits am 30. November wurde das Flugzeug zum Flugplatz Chodynka überstellt, wo die Bodenerprobung stattfand, die durch einen Triebwerksbrand beeinträchtigt wurde. Die Flugerprobung sollte auf dem Flugplatz des Instituts für Flugforschung in Ramenskoje erfolgen, weshalb der Typ am 26. Dezember dorthin gebracht wurde. Anfang 1947 startete die Jak-19-I mit M. Iwanow zum Erstflug. Der Öffentlichkeit wurde der Typ bei der Luftparade in Tuschino im selben Jahr vorgestellt. Bei der zweiten Maschine Jak-19-II gab man dem Höhenleitwerk eine leichte V-Stellung und befestigte zusätzliche Kraftstoffbehälter an den Flügelenden. Die Werkserprobung begann am 6. Juni 1947 mit S. Anochin und endete im Oktober 1947. Anschließend wurden durch A. Proschakow vom 17. Oktober bis zum 30. Januar 1948 die staatlichen Tests absolviert, die dem Modell bescheinigten, für Piloten mittlerer Qualifikation geeignet zu sein, sonst aber enttäuschend verliefen. Auf den Serienbau wurde letztendlich verzichtet, da zu jener Zeit schon Flugzeuge mit erheblich besseren Leistungsdaten zur Verfügung standen. Nichtsdestoweniger war die Jak-19 das erste sowjetische Flugzeug mit Nachbrennertriebwerk.

## Technische Beschreibung
Die Jak-19 war in Ganzmetall-Bauweise mit fast kreisförmigem Rumpfquerschnitt ausgeführt. Die trapezförmigen Tragflächen hatten ein Laminarprofil und waren ungepfeilt. Die Streben des Hauptfahrwerks fuhren in die Flügel, die Haupträder sowie das Bugrad in den Rumpf ein. Die Kraftstoffbehälter waren ringförmig um den zentralen Luftführungskanal in der Rumpfmitte angeordnet.

## Technische Daten

Dreiseitenriss

| Kenngröße             | Daten                                                                             |
| --------------------- | --------------------------------------------------------------------------------- |
| Besatzung             | 1                                                                                 |
| Spannweite            | 8,70 m                                                                            |
| Länge                 | 8,36 m                                                                            |
| Höhe                  | 3,35 m                                                                            |
| Flügelfläche          | 13,50 m²                                                                          |
| Flügelstreckung       | 5,6                                                                               |
| Leermasse             | 2.192 kg                                                                          |
| Startmasse            | normal 3.000 kg maximal 3.350 kg                                                  |
| Triebwerk             | eine Axialturbine RD-10F                                                          |
| Schub                 | 8,44 kN (860 kp) ohne Nachbrenner 10,8 kN (1100 kp) mit Nachbrenner               |
| Höchstgeschwindigkeit | 875 km/h in Bodennähe 907 km/h in 5.250 m Höhe                                    |
| Gipfelhöhe            | 12.100 m                                                                          |
| Steigzeit             | 7:50 min auf 5.000 m Höhe ohne Nachbrenner 4 min auf 5.000 m Höhe mit Nachbrenner |
| Reichweite            | 550 km 895 km mit Zusatztanks                                                     |
| Bewaffnung            | zwei 23-mm-Kanonen NS-23 (je 150 Schuss)                                          |